# 東京スマートドライバー
東京スマートドライバー（とうきょうスマートドライバー TOKYO SMART DRIVER）は、2007年8月から行われている首都高速道路の事故減少を目的とする啓蒙キャンペーンの名称。
首都高のキャラクター、Mr.ETCは、プチタビサイトの動画において、左腕にTOKYO SMART DRIVER腕章を巻いている。
姉妹プロジェクトとして、二輪車を対象とした「東京スマートライダー」も展開している。

## 概要
放送作家の小山薫堂が発起人となり、首都高速道路と民放ラジオ5社（TBSラジオ・ニッポン放送・文化放送・TOKYO FM・J-WAVE）が共同で展開しているプロジェクト。交通規制や取り締まりといった、安全運転・事故防止を半ば「強制」する従来のキャンペーンではなく、『事故を起こしたくない』というドライバーであれば普通に抱いている感情を他のドライバーへの「思いやり」へとシフトさせ、結集することで事故軽減を実現することを目的としている。プロジェクトのシンボルには濃いピンク色のチェッカーフラッグが用いられ、プロジェクトのメインカラーにもなっている。このチェッカーフラッグには「安全に家へと帰ること」をゴールとするイメージアイコンとしての意味合いも含まれている。

## プロジェクト内容

### ホメドライブ
イライラを「察知」し、ホメコトバを「声に出し」、その輪を「広める」ことをコンセプトに展開する。「ホメパト」と名づけられた車両（NISSAN GT-R）を巡回させ、運転手に「ホメの気持ち」を思い起こしてもらう。また、ホメコトバの印刷された飴玉「ホメダマ」を配布し、「ホメドライブ」の認知拡大も同時に行っている。

### ホメール
自分を含めた人々素晴らしい行動への想いや感謝をメールにしたため、HP上で公開している。

## プロジェクト協賛企業・団体
- アットアロマ
- 一休.com
  - 同種プロジェクト「愛知スマートドライバー」にも参加
- UOMO
- ソニー・ミュージックエンタテインメント
- J-WAVE：ミニ番組「TOKYO SMART DRIVER SHARE SMILE」を放送（放送期間:2008年4月 - 2009年3月）
- 日光金谷ホテル
- 東北芸術工科大学
- みんなの経済新聞ネットワーク
- ガリバーインターナショナル
- 日産自動車
- ペーパードライバースクール
- アドバンスインターナショナル
- am/pmジャパン
- ポプラ
- 京商
- エポック
- キリンビバレッジ
- ガレージイタリア
- プラウド
- ゼロ
- カシオペア走行会
- トロイカ
- テクトム
- フジミ模型
- セディナ
- 横浜ロイヤルパーク
- 日光金谷ホテル
- セガ
- 常盤薬品工業
- 久米繊維工業
- げんべい商店
- ジョンソンコントロールズ
- レンタス ニコニコレンタカー
- MAX＆Co.
- 東京ヘッドライン
- 東急ハンズ
- 東京カレーラボ
- リビエラ逗子マリーナ
- ノンアルコールカクテル協会
- X2 TOKYO
- 情熱の赤いバラ協会
- FTC TOKYO
- 銀座柳まつり実行委員会
- ピーシーアイ
- 首都高速道路
- 湘南車検センター